# Plastiglomerato

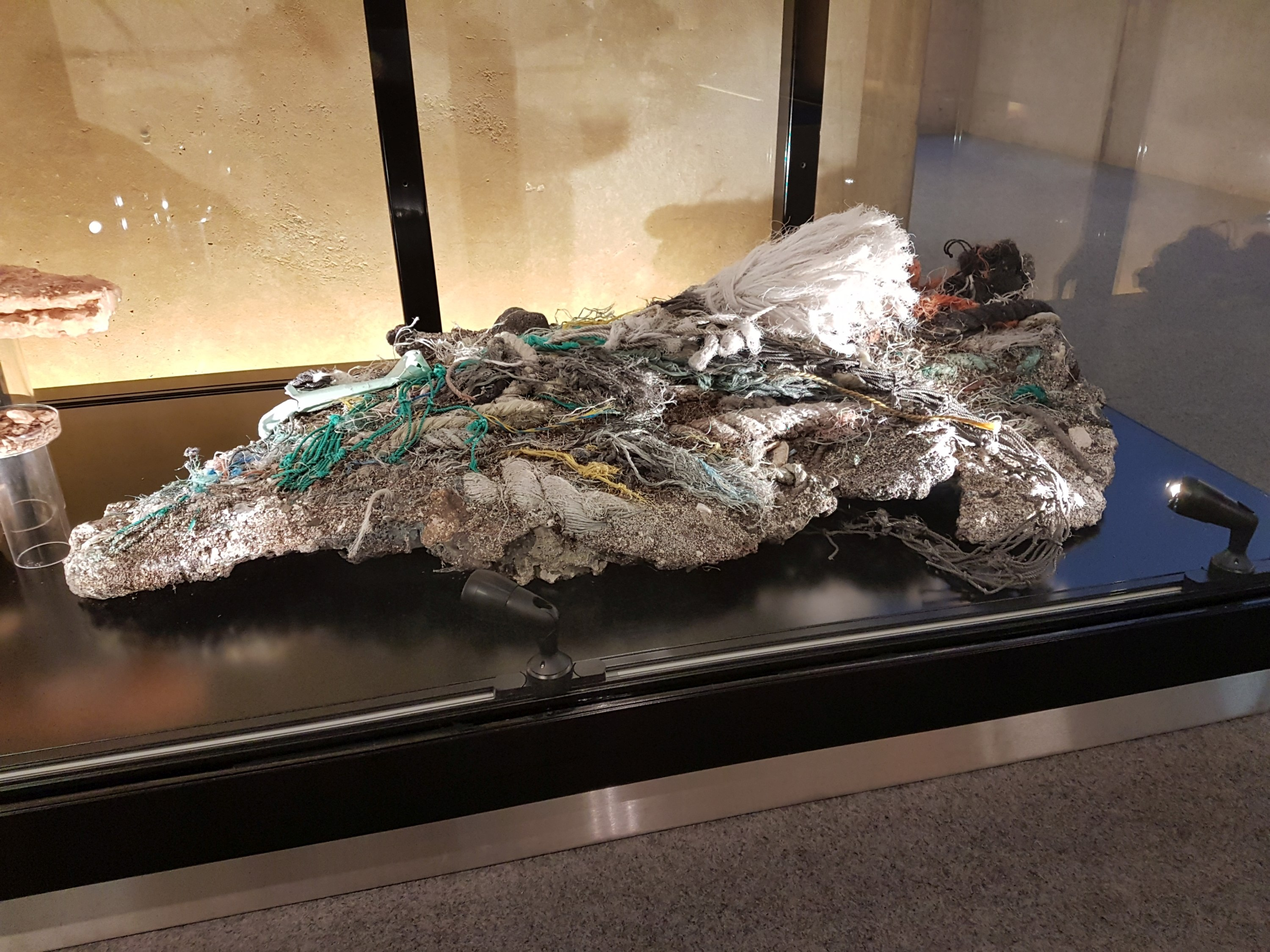
Un plastiglomerato rinvenuto a Kamilo Beach in mostra all'Aia, nei Paesi Bassi, in occasione dell'esibizione One Planet in Museon.

Un plastiglomerato è una roccia sedimentaria clastica in cui i singoli granuli, costituiti da frammenti litici e organici, quali ad esempio frammenti di conchiglie e legno, sono tenuti assieme da plastica. Il nome deriva direttamente da quello dei conglomerati, ossia rocce sedimentarie clastiche in cui la cementazione dei granuli, comunemente detti "ciottoli", aventi diametro superiore ai 2 mm, avviene per mezzo di cementi a base di calcite, dolomite, silice, fosfati ed altro ancora, a seconda dell'ambiente di sedimentazione.
La comparsa dei plastiglomerati è considerata un possibile segno distintivo dell'Antropocene, termine proposto da alcuni geologi e scienziati per identificare l'attuale epoca geologica, nella quale l'essere umano è riuscito a incidere su processi geologici con modifiche territoriali, strutturali e climatiche.

## Origine

La fusione di rifiuti plastici presso falò o altre fonti di alte temperature (1) dà origine alla formazione di un nuovo tipo di roccia conosciuto come plastiglomerato (2). Mescolandosi con i sedimenti circostanti, tali plastiglomerati creano un nuovo strato sedimentario, composizionalmente differente rispetto al precedente (3). L'osservazione di quelsto nuovo strato viene utilizzata come prova dell'esistenza di una nuova epoca geologica, chiamata Antropocene (4).

I plastiglomerati si formano allorquando granuli sedimentari e detriti organici, come pezzetti di legno o conchiglie,
vengono tra loro cementati da plastica fusa. Un esempio è quello ritrovato presso la spiaggia di Kamilo Beach,
sull'isola di Hawaii, dall'oceanografo statunitense Charles Moore, e formatosi probabilmente i conseguenza di un
falò, o quelli ritrovati sulle spiagge dell'isola brasiliana di Trindade, originatisi probabilmente in occasione delle alte temperature raggiunte sull'isola nella stagione estiva.

## Ambiente deposizionale
La ricerche effettuate hanno evidenziato l'esistenza di due tipi di plastiglomerato: in situ e clastica. La prima varietà, più
rara, si forma dove la plastica si scioglie e riempie le cavità rocciose, venendo quindi incorporata dallo strato
superficiale delle rocce. La seconda, molto più comune, è costituita da plastica fusa con inglobati sassolini, sabbia,
conchiglie e detriti legnosi.
Esemplari di plastiglomerati, che oltre alle occasioni già menzionate potrebbero formarsi anche in regioni inquinate
dalla plastica colpite da colate laviche o incendi boschivi, sono stati rinvenuti sia in superficie che sotto la sabbia, il che suggerisce che essi vengano attivamente depositati negli strati sedimentari. Secondo alcuni geofisici e geologi, tuttavia, è improbabile che i plastiglomerati costituiranno i fossili del futuro; attraversando le alte temperature delle profondità della crosta terrestre in cui le rocce sono trasportate dai movimenti tettonici, è infatti probabile che la plastica fonda nuovamente, sciogliendosi del tutto. Secondo il geologo Philip Gibbard, dell'Università di Cambridge, sotto opportune condizioni di pressione e temperatura, nel tempo, i plastiglomerati potrebbero diventare una fonte di petrolio, lo stesso materiale da cui provengono. Tuttavia, secondo la geologa canadese Patricia Corcoran, che nel 2012 analizzò i campioni di  Kamilo Beach, ciò non è vero per tutta la plastica, poiché parte del materiale potrebbe essere conservata sotto forma di una sottile pellicola di carbonio.

## Scoperta
I plastiglomerati sono stati scoperti nel 2006 da Charles Moore, oceanografo presso l'Algalita Marine Research Institute
di Long Beach, in California, mentre osservava la spiaggia di Kamilo Beach, sull'isola di Hawaii. Tali campioni sono poi stati analizzati nel 2012 dalla geologa canadese Patricia Corcoran, dell'Università dell'Ontario Occidentale, che ha tra l'altro coniato il termine "plastiglomerato". Lo studio ha rivelato che circa un quinto dei plastiglomerati trovati a Kamilo Beach era costituito da detriti provenienti dal campo della pesca, ad esempio pezzetti di reti da pesca, mentre circa la metà era composta da quelli che nell'analisi vengono definiti "confetti" o "coriandoli" di plastica. Come precedentemente detto, le analisi hanno fatto ritenre che il plastiglomerato ritrovato a Kamilo Beach sia stato generato con il contributo di fuochi innescati dagli esseri umani, come falò e simili, piuttosto che da fattori naturali quali ad esempio una colata lavica.